# Guardistallo
Guardistallo település Olaszországban, Toszkána régióban, Pisa megyében. Lakosainak száma 1155 fő (2023. január 1.). Guardistallo Casale Marittimo, Cecina, Montescudaio, Bibbona és Montecatini Val di Cecina községekkel határos.

## Népesség
A település lakossága az elmúlt években az alábbi módon változott:
| Lakosok száma | 1242 | 1226 | 1155 |
|               | 2017 | 2018 | 2023 |